# Arthur Plantagenet, 1. Viscount Lisle

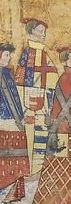
Arthur Plantagenet beim Garter Day 1534

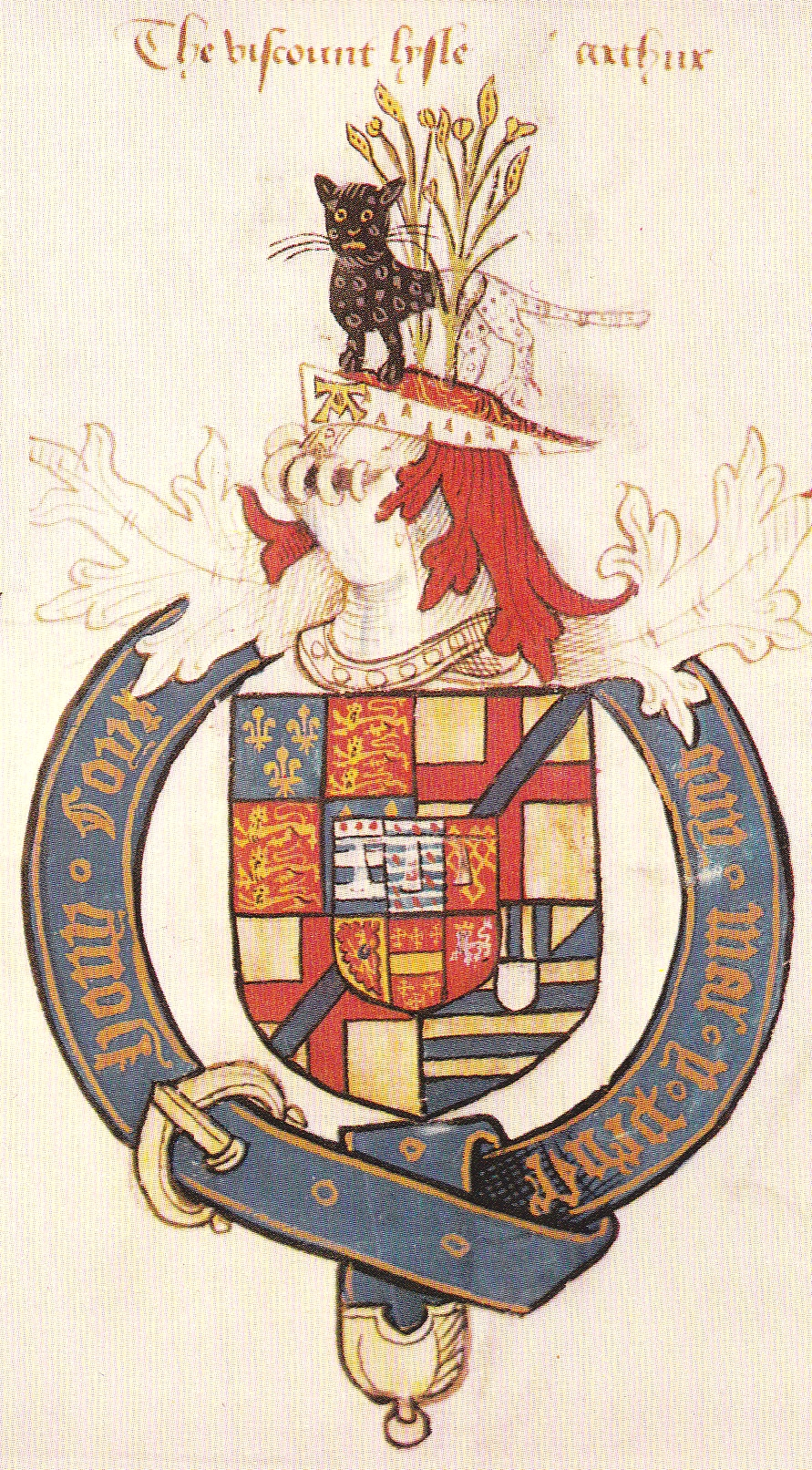
Wappen von Arthur Plantagenet, Viscount Lisle

Arthur Plantagenet, 1. Viscount Lisle (* zwischen 1461 und 1477 in Calais; † 3. März 1542 im Tower of London) war ein englischer Peer und illegitimer Sohn des englischen Königs Eduard IV. Er war damit Halbbruder von Elizabeth of York, der Ehefrau des ersten Tudor-Königs Heinrich VII., und der Prinzen im Tower, sowie Onkel von Heinrich VIII., der ihn 1533 zum Lord Deputy von Calais machte. Seine umfangreiche Korrespondenz aus dieser Zeit, die sogenannten Lisle Letters, die im Zusammenhang seiner Anklage wegen Hochverrats 1540 konfisziert wurde, ist eine wichtige Quelle für das Leben am Hof Heinrichs VIII.

## Leben

### Familie
Arthur Plantagenets Geburtsdatum ist nicht bekannt. Man weiß nur, dass er in Calais geboren wurde. Wer seine Mutter war, ist ebenfalls nicht eindeutig geklärt. Möglicherweise war es Elizabeth Lucy, mit der Edward IV. vor seiner 1464 geschlossenen Ehe mit Elizabeth Woodville ein Verhältnis hatte, aus dem mindestens eine Tochter stammte, die bereits 1477 Thomas, den Sohn von George, 3. Baron Lumley, heiratete. Auch Elizabeth Wayte, eine weitere der zahlreichen Geliebten des Königs, wird als Mutter in Betracht gezogen. Muriel St. Clare Byrne, die Herausgeberin des Lisle Letters, setzte letztere mit Elizabeth Lucy gleich und datierte Arthurs Geburt auf 1462. Erstmals erwähnt wurde my lord the bastard allerdings erst in einer Rechnung von 1477, die belegt, dass er als von seinem Vater anerkanntes Kind seine ersten Lebensjahre an dessen Hof verbrachte und mit den ehelichen Kindern seines Vaters aufwuchs, die zwischen 1466 und 1480 geboren wurden. Sein Geburtsdatum ist demnach vermutlich deutlich später anzusetzen, als Byrne es tat.
Aus der Regierungszeit seines Onkels Richard III. gibt es keine Nachrichten über ihn. Erst 1501 wird er wieder erwähnt, als er als Mundschenk in den Haushalt seiner Halbschwester, der Königin Elizabeth of York, eintrat. Dasselbe Amt hatte er nach ihrem Tod bei ihrem Witwer König Heinrich VII. inne. 1509 ernannte ihn der neue König Heinrich VIII. zum Esquire of the Body, ein Amt, das laut dem Liber Niger, dem Handbuch, das alle Abläufe im königlichen Haushalt regelte, Hilfestellung bei allen alltäglichen Verrichtungen des Königs, unter anderem beim An- und Auskleiden, verlangte und von den Inhabern ständige Nähe zum König erforderte. Arthur Plantagenet, der als freundlicher Mann ohne große Ambitionen geschildert wurde, stand am Hof in hohem Ansehen und genoss das Vertrauen beider Könige. Sein Neffe Heinrich VIII. bezeichnete ihn als „the gentlest heart living“.
Am 12. November 1511 heiratete Arthur Plantagenet Elizabeth Grey (um 1482–um 1525), die Tochter des Edward Grey, 1. Viscount Lisle, und Nichte von John Grey of Groby, dem ersten Ehemann von Elizabeth Woodville. Elizabeth Grey war in erster Ehe mit Edmund Dudley verheiratet gewesen, der als Steuer- und Finanzfachmann im Dienste von Heinrich VII. gestanden hatte. Nach dem Tod von Heinrich VII. ließ dessen Nachfolger Heinrich VIII. Edmund Dudley umgehend inhaftieren und am 17. August 1510 hinrichten. Aus Edmund Dudleys Ehe mit Elizabeth Grey stammte u. a. John Dudley, der ab 1549 für Edward VI. regieren sollte. Als Hochzeitsgeschenk erhielt Arthur Plantagenet einen Teil von Dudleys von der Krone konfiszierten Ländereien. Er und Elizabeth Grey hatten drei Töchter, Frances, Elizabeth und Bridget. Nachdem Elizabeth Greys Bruder und dessen jugendliche Tochter gestorben waren, erbte sie 1519 den Titel 6. Baroness Lisle. Am 25. April 1523 wurde Plantagenet der Titel Viscount Lisle von Heinrich VIII. neu verliehen. Der bisherige Träger dieses Titels, Charles Brandon, 1. Duke of Suffolk, musste dafür auf den Titel verzichten, den er 1513 aufgrund seiner Verlobung mit Elizabeth Greys Nichte erhalten hatte.
1513 wurde Plantagenet zum Knight Bachelor geschlagen, 1514 wurde er High Sheriff of Hampshire und Vize-Admiral im Krieg der Heiligen Liga gegen Frankreich. Eine Landung der englischen Flotte in Frankreich gelang jedoch nicht. Auch Arthur Plantagenets Schiff The Trinyte Sovereigne ging verloren. 1520 begleitete er den König zu den Friedensverhandlungen im Camp du Drap d’Or. Er war auch Mitglied des Privy Council of England und wurde 1524 als Knight Companion in den Hosenbandorden aufgenommen. Vize-Admiral blieb er bis 1533.

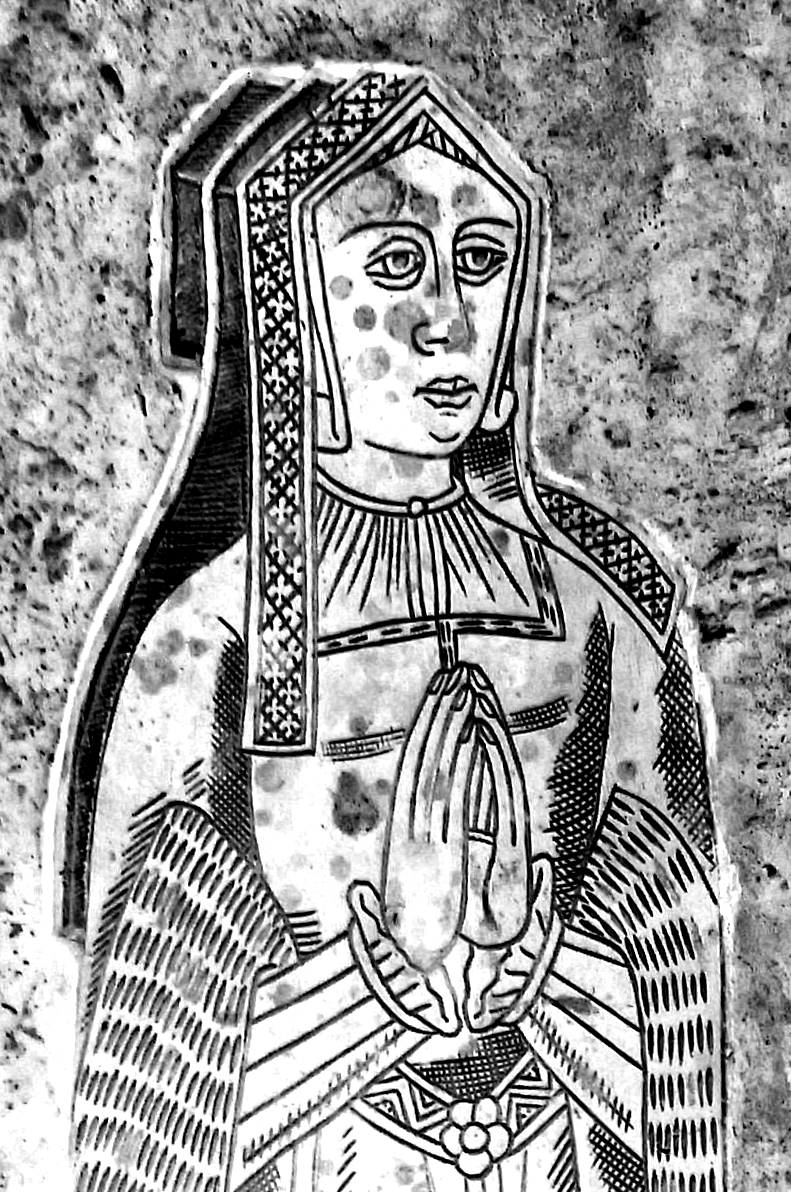
Honor Grenville auf der Bronzegrabplatte ihres ersten Ehemannes John Basset in der St. Mary-Church in Atherington / Devon

Nach dem Tod seiner ersten Frau heiratete er nach 1528 Honor Grenville (um 1493–1566) aus Cornwall, eine Tochter des 1513 verstorbenen Thomas Grenville, der Esquire of the Body bei Heinrich VII. gewesen war. Ihr erster, sehr viel älterer Ehemann John Basset, Sheriff von Cornwall und Devon, war 1528 gestorben. Honor hatte aus dieser Ehe sieben Kinder, die ihr neuer Ehemann aufzog. Ihr ältester Sohn John († 1541) heiratete Arthurs Tochter Frances. Mit Arthur Plantagenet bekam Honor keine weiteren Kinder.
1532 begleitete das Ehepaar Heinrich VIII. und Anne Boleyn, damals noch die Geliebte des Königs, zu deren Treffen mit dem französischen König Franz I. nach Calais. Lady Honor als Hofdame der künftigen Königin tanzte mit dem französischen König. Als konservative Anhänger der Papstkirche standen sie in der Auseinandersetzung um die Scheidung und Neuheirat des Königs aber auf der Seite von Katharina von Aragon.

### Calais
Kurz nach der Hochzeit des Königs mit Anne Boleyn wurde Arthur Plantagenet zum Constable von Calais ernannt und lebte ab dem Juni 1533 mit seiner Familie im dortigen Staple Inn. Calais durfte er nur noch mit ausdrücklicher königlicher Erlaubnis verlassen. Zu seinen Aufgaben gehörte vor allem die Sicherung der englischen Enklave gegen Frankreich. Ihm zur Seite stand dabei ein Rat aus sogenannten Spears. Diese einflussreichen Familien lagen häufig untereinander und mit dem Lord Deputy im Streit, unter anderem um Fischereirechte in der Marsch rund um die Stadt.
Um wenigstens aus der Ferne Einfluss am Hof zu behalten, versuchte Lady Honor, wie ihr Ehemann eine überzeugte Katholikin, zwei ihrer Töchter als Hofdamen bei Anne Boleyn unterzubringen, allerdings vergeblich. Für die Hinrichtung von Anne Boleyn wurde Arthur Plantagenet beauftragt, den berühmten französischen Scharfrichter Jean Rombaud anzuwerben, der die Hinrichtung mit dem Schwert statt wie in England üblich mit der Axt beherrschte. Da mit der Königin auch ihr angeblicher Geliebter, der königliche Kammerherr Henry Norris, hingerichtet wurde, verlor Plantagenet damit seinen wichtigsten Informanten und Fürsprecher am Hof. So wurde sein Versuch, sich eins der aufzulösenden Klöster zu sichern, erschwert. Schließlich erhielt er die Priory of Frithelstock in der direkten Nachbarschaft zu den Ländereien der Basset-Familie. Trotz dieses Zugewinns steckte Lisle ständig in finanziellen Schwierigkeiten, denn seine Einkünfte deckten nur unzureichend die für die standesgemäße Repräsentation und die Geschenke an einflussreiche Persönlichkeiten nötigen Kosten.
Die nächste Königin Jane Seymour, deren Schwangerschaftsgelüste nach Wachteln Arthur Plantagenet bedient hatte, verschaffte dann wenigstens einer Stieftochter, Anne Bassett (~1520–1557), einen Platz am Hof, wo sie wohl ab 1539 eine Geliebte des Königs wurde und nach Janes Tod zeitweise als künftige Königin im Gespräch war. Sie diente den späteren Königinnen und war später Ehrendame der katholischen Königin Mary.
1538 wurden Arthur Plantagenets Cousine Margaret Pole, mit der er im Briefkontakt stand, zwei ihrer Söhne und ihr Neffe Henry Courtenay, der in erster Ehe mit Elizabeth Greys oben erwähnter, 1519 verstorbener Nichte verheiratet gewesen war, im Zusammenhang mit der Exeter-Verschwörung festgenommen. Arthur war zwar ebenfalls ein Plantagenet, konnte aber als illegitimer Königssohn, anders als Margeret Pole und ihre Söhne, die letzten Vertreter des Hauses York, keine Ansprüche auf den Thron erheben. Deshalb und wegen seiner bisherigen Loyalität zu Heinrich VIII. blieb er zunächst verschont. Im folgenden Jahr führten Auseinandersetzung zwischen den papsttreuen führenden Familien von Calais und den von Erzbischof Thomas Cranmer unterstützten Calvinisten, die aus Frankreich nach Calais geflohen waren und zunehmend Einfluss in der Stadt forderten, dazu, dass Arthur Plantagenet beschuldigt wurde, die Suprematsakte, durch die der König die englische Kirche aus der Abhängigkeit vom Papst gelöst und sich selbst zu ihrem Oberhaupt gemacht hatte, nicht nachdrücklich genug durchzusetzen. Thomas Cromwell drohte Lisle deshalb mit Entzug seines Amtes. Stattdessen wurde er 1539 zum Lord Warden of the Cinque Ports ernannt. Sein Stief- und Schwiegersohn John Basset wurde in den Haushalt von Thomas Cromwell aufgenommen.
Als Heinrich VIII. Anna von Kleve heiratete, war Arthur Plantagenet dafür zuständig, die Braut und ihr Gefolge auf englischem Hoheitsgebiet zu empfangen und vom 11. Dezember 1539 bis zu ihrer Einschiffung nach England am 27. Dezember unterzubringen – immerhin nicht auf eigene Kosten. Nach dem Scheitern dieser von Cromwell vermittelten Ehe, die England mit den protestantischen deutschen Fürsten verbinden sollte, verfolgte Heinrich VIII. eine Politik der Annäherung an Frankreich. Dann wurde aber ‚entdeckt‘, dass Plantagenets Hauskaplan Gregory Botolph in eine Verschwörung verwickelt war, die Calais an Frankreich oder zumindest an den Kardinal Reginald Pole, Margaret Poles Sohn, ausliefern sollte. Angeblich war der Kaplan sogar Lady Honors Geliebter. Höchstwahrscheinlich handelte es sich bei dieser ‚Entdeckung‘ um eine Intrige Cromwells, der eine Rekatholisierung, wie sie eine Annäherung an Frankreich mit sich gebracht hätte, verhindern wollte. Plantagenet wurde nach London zurückberufen, angeblich, um zum Earl ernannt zu werden. Er erschien im House of Lords und nahm am  Fest der Ritter des Hosenbandordens teil. Kurz darauf, am 19. Mai 1540, wurde er im Tower inhaftiert. Seine Frau und die zwei noch bei ihr lebenden Töchter wurden in Calais unter Hausarrest gestellt, der Haushalt wurde aufgelöst und die Korrespondenz zur Untersuchung nach London gebracht. Schwiegersohn John Basset gelang es noch kurz vorher, Frau und Kinder zu sich nach London zu holen.
Keine zwei Monate später wurde Cromwell hingerichtet. Arthur Plantagenet blieb trotzdem im Gefängnis. 1541 wurde mit Margaret Pole die letzte legitime Plantagenet hingerichtet. Nach fast zweijähriger Untersuchung – inzwischen war auch Catherine Howard, Anna von Kleves Nachfolgerin als königliche Gemahlin, auf dem Schafott gestorben – stellte sich Plantagenets Unschuld heraus. Als Zeichen seiner wiederhergestellten Gunst ließ Heinrich VIII. ihm durch seinen Privatsekretär Thomas Wriothesley zusammen mit der Botschaft, dass er freigelassen werde, einen Diamantring überbringen. Arthur Plantagenet starb angeblich aus Freude über diese Nachricht in der folgenden Nacht an einem Herzinfarkt und wurde in der Kirche St. Peter ad Vincula im Tower beigesetzt. Lady Honor wurde ebenfalls freigelassen, erhielt ihren Besitz zurück und zog auf ihre Ländereien in Cornwall, wo sie neben ihrem ersten Mann begraben wurde.

## Nachkommen
Arthur Plantagenet hatte mit seiner ersten Frau Elizabeth Grey drei Töchter, von denen Frances 1538 ihren Stiefbruder John Basset heiratete. John Basset hatte 1536–38 eine Ausbildung am Lincoln’s Inn in London absolviert und war anschließend in den Dienst von Thomas Cromwell getreten. Er starb 1541, während seine Eltern im Gefängnis saßen, und hinterließ seine Frau mit zwei Töchtern, Honor und Eleanor. Sein postum geborener Sohn Arthur (1541–1586) erbte den väterlichen Besitz in Devon. Anders als seine katholischen Großeltern war er Puritaner. Dessen Sohn Robert Basset (1573–1641) erhob nach dem Tod von Königin Elisabeth I. 1603 aufgrund seiner Abstammung vom Haus Plantagenet Anspruch auf den Thron. Deshalb oder auch wegen Gerüchten, er sei katholisch, floh er ins Ausland. 1611 durfte er zurückkehren. Frances ging eine zweite Ehe mit Thomas Monke ein, aus der sie sechs weitere Kinder hatte. Ein Urenkel aus dieser Verbindung war George Monck, 1. Duke of Albemarle. Frances starb wohl vor 1559.
Die Tochter Elizabeth begleitete den Vater nicht nach Calais, sondern lebte im Haushalt ihres Halbbruders John Dudley, der sie mit Sir Francis Jobson verheiratete. Er war Sekretär und Hauslehrer in dessen Haushalt gewesen und erhoffte sich von der Ehe politische und finanzielle Vorteile. Tatsächlich machte Jobson Karriere unter anderem in dem für die Auflösung der englischen Klöster zuständigen court of augmentations und erhielt erhebliche Anteile an den dadurch freigewordenen Ländereien. Nach Dudleys Fall kurzfristig inhaftiert, wurde er schon nach wenigen Wochen begnadigt und war unter Königin Mary Mitglied im Parlament. Ab 1564 war er Lieutenant des Towers in London. Aus der Ehe stammten fünf Kinder. Als Elisabeth 1569 im Sterben lag, sandte Königin Elisabeth ihr ihre Leibärzte, die ihr Leben aber nur um wenige Tage verlängern konnten.
Die jüngste Tochter Bridget wurde 1533 zur Erziehung ins St.-Mary-Kloster in Winchester gegeben. 1538 floh sie aus dem Kloster zu einem Verwandten und wurde von ihrer Stiefmutter nach Calais geholt. Bei der Verhaftung ihres Vaters und ihrer Stiefmutter war sie noch minderjährig. Sie heiratete um 1550 nach der Rehabilitation ihres Vaters einen Sir William Cawarden. 1559 war sie Witwe.

## DieLisle Letters
Die Lisle Letters sind die größte Sammlung von Briefen aus der Tudor-Zeit. Das Konvolut umfasst etwa 3000 Briefe, die Arthur Plantagenet und seine Frau während ihres Aufenthaltes in Calais zwischen 1533 und 1540 erhielten und teilweise auch selbst schrieben. Viele dieser Briefe verfasste der Kaufmann John Husee, der dem Lord Deputy von Calais als Agent in London diente. Neben der Korrespondenz, die Lady Honor mit ihren Kindern und Stiefkindern und mit den Verwaltern ihres Besitzes in Cornwall führte, finden sich auch Schreiben von und an Politiker und Persönlichkeiten am königlichen Hof. Die Briefe zeigen, dass Arthur Plantagenet ein zwar gewissenhafter, aber nicht besonders fähiger Verwalter war, der ständig in Geldnöte geriet. Seine Ehe mit der energischen Lady Honor war glücklich, wie einigen Liebesbriefen zu entnehmen ist. Auch die Ausbildung der Kinder und Stiefkinder ist dokumentiert. Über das Persönliche hinaus sind die Briefe eine wichtige Quelle für Politik, Hofleben und Wirtschaft. Man erfährt, dass es üblich war, Haushaltsmitglieder von Konkurrenten als Spione zu bezahlen, und wie Politik durch Geschenke gemacht wurde.
Muriel St. Clare Byrne begann mit der Transkription und Kommentieren der im National Archiv aufbewahrten Briefe in den 1930er Jahren. Erst kurz vor ihrem Tod, an ihrem 86. Geburtstag, konnten 1900 kommentierte Briefe herausgegeben werden.